# Saint Jean l'Évangéliste (Furini)
Saint Jean l'Évangéliste est un tableau de Francesco Furini réalisé vers 1635-1636. Cette huile sur toile est conservée au musée des Beaux-Arts de Lyon.

## Histoire
L'œuvre est inspirée du travail du Caravage, et a été commandée par le bienfaiteur et mécène du peintre, le marquis Vitelli. Furini a peint le même visage que ce soit pour son Apollon en archer conservé à la Columbia University de New York que pour les allégories féminines qu'il a peintes. Ce tableau a été acquis en 1987.

## Description
De style baroque, le tableau se caractérise par un clair-obscur et l'utilisation du sfumato. Il montre un jeune garçon vêtu d'un long manteau rouge très plissé, assis devant un bureau, la tête tournée vers la droite, apparemment perdu dans ses pensées. Son bras droit, dénudé au-delà d'une manche bouffante blanche, est fermement posé horizontalement sur un livre fermé, tandis qu'un rai de lumière venant de la gauche éclaire partiellement le devant de la scène. À droite, un encrier avec une plume est posé sur la table. Aucun symbole n'est utilisé pour identifier ce jeune homme, excepté les mots In principio erat Verbum, qui constituent une phrase de l'incipit de l'Évangile selon Jean, ces mots figurant sur le livre ouvert sur la table, lequel se dissout dans le fond de la composition.

## Analyse
En se basant sur le regard mystérieux du jeune homme représenté, Patrice Béghain, qui a rédigé un ouvrage sur les tableaux du musée de Lyon, interprète ce tableau, non comme un portrait de Saint Jean, mais davantage comme la transcription d'« un instant d'intimité : le retournement d'un adolescent sur lui-même, un moment d'hésitation, une attente ».